# Cartierul evreiesc (Ierusalimul vechi)

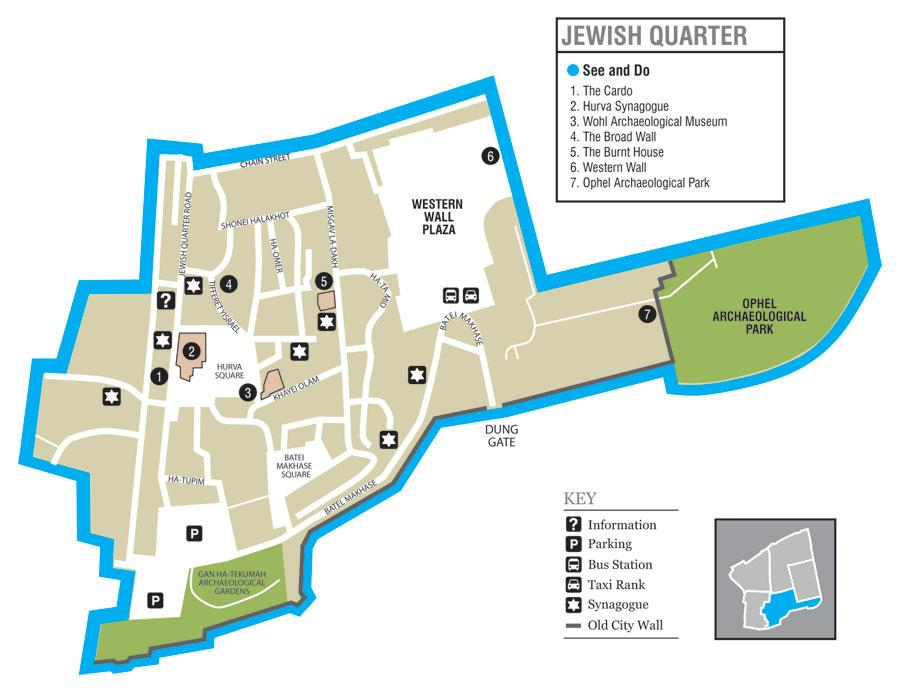
Cartierul evreiesc din Ierusalimul vechi

Cartierul evreiesc din Orașul Vechi al Ierusalimului  (în ebraică הרובע היהודי  „Haròva Hayehudí”, în arabă:حارة اليهود  „Harat al Yahud” ) se află în partea de sud-est a Orașului Vechi din Ierusalim și este unul din cele patru cartiere ale acestuia, alături de „Cartierul musulman”, „Cartierul creștin” și „Cartierul armean”. El se numește așa din secolul al XIX-lea. În cartierul evreiesc locuiesc circa 6000 locuitori, marea majoritate evrei evlavioși, și el cuprinde case de locuit, lăcașuri de cult evreiesc, situri arheologice, obiective de turism, magazine de suveniruri și de judaica, și restaurante.   

## Poziția
Cartierul se întinde pe o arie de 20 hectare și reprezintă circa o cincime din suprafața Orașului Vechi. El se învecinează cu Muntele Templului la est, cu Zidurile Orașului Vechi la sud, Cartierul armean la vest și bazarul de pe Strada David la nord. Din punct de vedere topografic cartierul este așezat pe partea superioară și pe povârnișurile de răsărit al Muntelui Sion.
Principalele lui străzi sunt Rehov Hayehudim (Strada evreilor), Rehov Habad (Strada Habad) și Maale (Urcușul) Rabi Yehuda Halevi

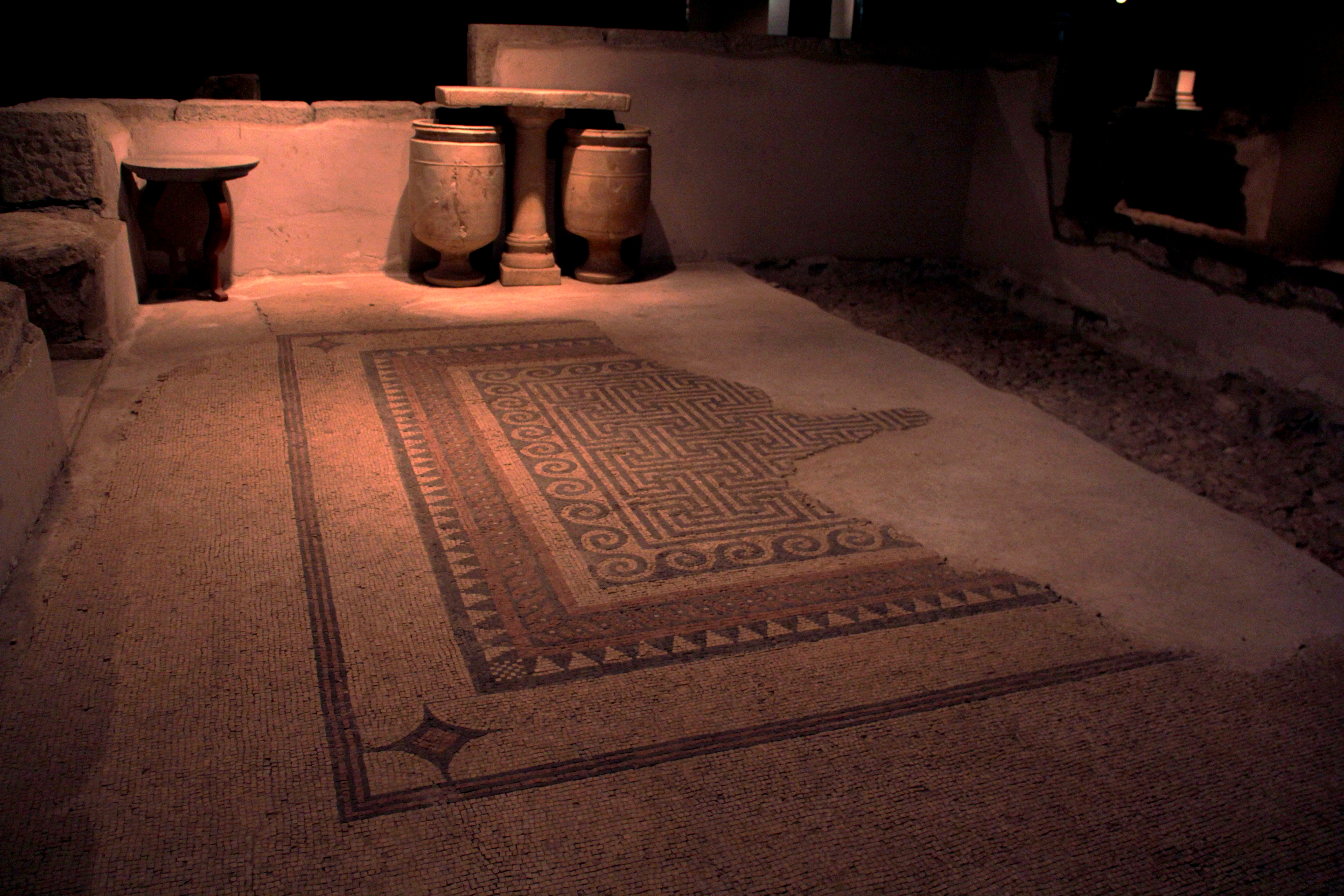
Parte din Cartierul herodian la Muzeul Wahl de arheologie aflat în Cartierul evreiesc din Ierusalimul Vechi:mozaic și vase de lut din secolul I î.Hr- secI d.Hr

## Istoria

### Reașezarea evreilor în cetate

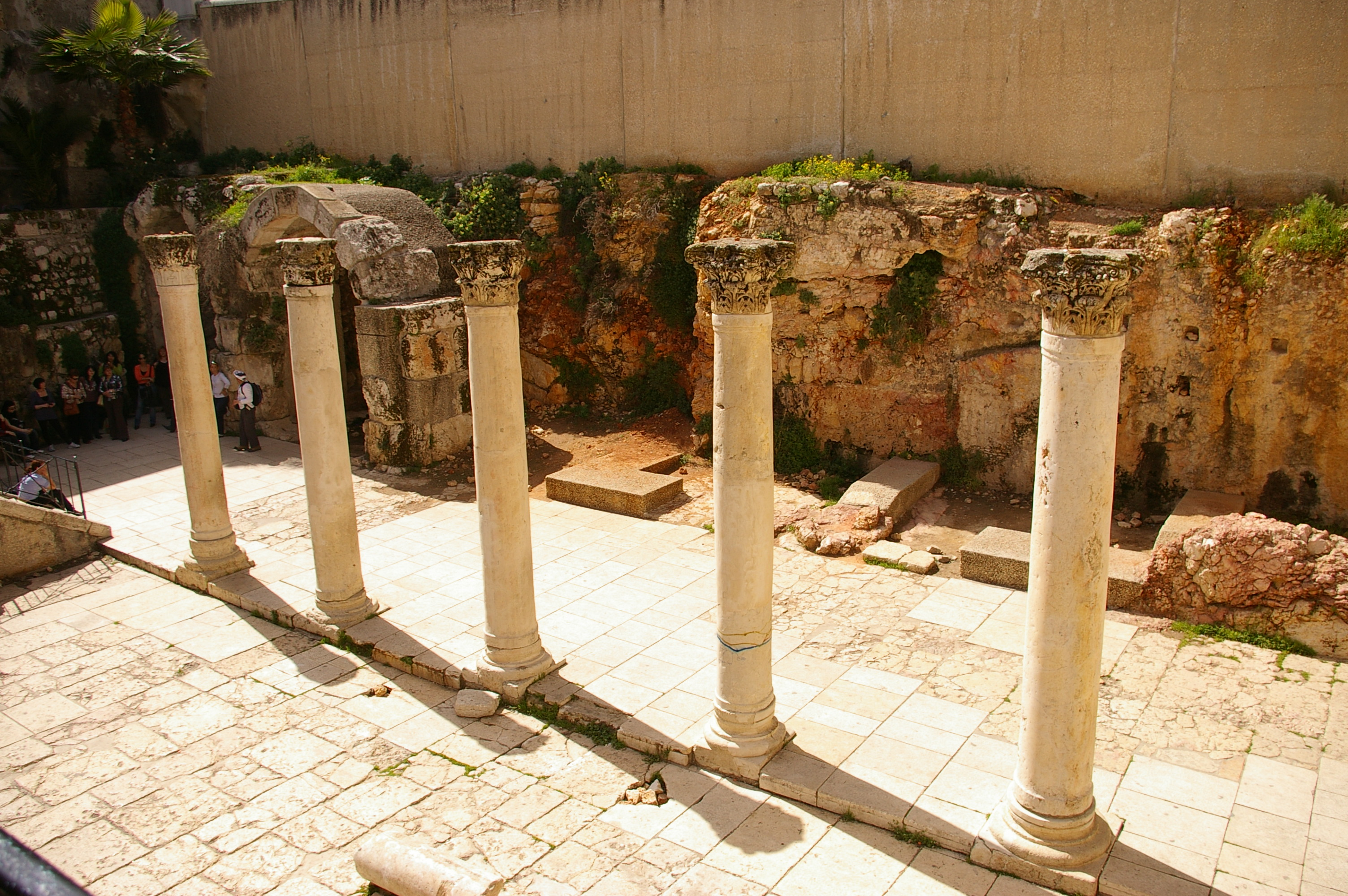
Cardo din Aelia Capitolina

După reprimarea de către romani a Marii revolte a evreilor și Distrugerea Templului de către romani în cursul anului 70 d.Hr. a început popularea orașului cu coloniști străini. În zonă a rămas o mică comunitate evreiască, care sălășluia pe marginile sudice ale Muntelui Sion. După răscoala lui Simon Bar Kokhba și înăbușirea ei în anul 135, evreii din Ierusalim au fost expulzați din localitate. 
Pe ruinele Ierusalimului s-a întemeiat orașul greco-roman Aelia Capitolina 
În timpul perioadei bizantine a continuat interdicția pentru evrei de a locui în oraș. Evreii au putut din nou să se stabilească la Ierusalim abia sub stăpânirea arabă musulmană care a început aici în anul 640 și s-au concentrat în jurul Muntelui Sion.
De fapt, vreme de sute de ani, Cartierul evreiesc s-a aflat pe Muntele Sion și pe povârnișurile lui estice, în apropierea  așa numitului Mormânt al lui David și a Zidului de miazăzi.
În anul 1033 un cutremur de pământ a distrus zidurile sudice ale Ierusalimului.Ca urmare a acestui dezastru traseul zidurilor s-a restrâns, sudul orașului a fost abandonat, iar evreii au fost nevoiți să-și mute locuințele în nordul cetății. Această constatare se bazează pe marturia cruciaților
care au povestit cum în anul 1099 în cursul primei cruciade au străpuns zidurile orașului dinspre nord și au trecut prin „Cartierul evreilor”. În timpul primei jumătăți a stăpânirii lor, cruciații au interzis evreilor să locuiască la Ierusalim. În 1170, la finele epocii cruciate, călătorul Beniamin din Tudela a găsit la Ierusalim o mică comunitate de 200 de persoane, concentrată în jurul Turnului lui David, aceasta fiind singura mărturie a prezenței evreilor în oraș în acea perioadă. Cucerirea Ierusalimului de către musulmanii conduși de Saladin (Salah ad-DIn)
în 1187 și căderea Regatului cruciat al Ierusalimului a permis accesul liber al evreilor în cetate. Comunitatea lor a revenit atunci pe Muntele Sion.

### Consolidarea reașezării evreilor în Ierusalimul vechi. Transferarea lor de pe Muntele Sion
La jumătatea secolului al XV-lea a izbucnit o dispută între evrei și călugării franciscani în jurul posesiunii Mormântului lui David pe Muntele Sion. Stăpânitorii mameluci ai orașului au pus capăt litigiului, izgonind amândouă părțile implicate din zonă și transformând locul în moschee. Creștinii au trebuit să se stabilească în Cartierul creștin, iar evreii s-au așezat într-o zonă relativ nelocuită, între Cartierul armean și Muntele Templului în sud-estul cetății. Acesta a fost începutul Cartierului evreiesc pe locul său de astăzi.
Mărturiile din secolul al XV-lea despre Cartierul evreiesc sunt puține, dar se pare că așezarea evreilor se concentra în jurul zonei Sinagogii Ramban.Aceasta este considerată cea mai veche dintre sinagogile din cartier, dar nu are vreo legătură directă cu Ramban însuși. Acesta a vizitat Ierusalimul și a contribuit la întărirea așezării evreilor în oraș încă în secolul al XIII-lea, în vremea când ei trăiau pe Muntele Sion. Se crede ca obștea sinagogii pe care Ramban a renovat-o pe Muntele Sion, s-a mutat în noul cartier, și odată cu ea s-a transferat și numele sinagogii. Această comunitate împreună cu ceilalți locuitori ai cartierului au suferit de pe urma hărțuielilor din partea vecinilor musulmani din Cartierul Moghrabilor. Atât evreii cât și creștinii erau în acea epocă obiectul aplicării legilor discriminatoare ale lui Omar, și nu aveau dreptul să-și renoveze sinagogile sau să construiască altele în preajma celor degradate.

### Valuri de imigrare și dificultăți economice
În secolul al XVI-lea, la începuturile dominației otomane populația  cartierului evreiesc a crescut simțitor, în urma sosirii de evrei sefarzi, ca urmare a izgonirii lor din Spania și Portugalia în anii 1492 și respectiv, 1498. Aceștia au întemeiat sinagoga Yohanan Ben Zakay, care se afla in zilele noastre în precinctul Sinagogilor sefarde. Sefarzii erau un factor comunitar nou, care se deosebeau de evreii locali, care majoritatea erau „mustarabim” care adoptaseră în cursul secolelor limba arabă. Diversitatea colewctivității  evreiești s-a accentuat  odată cu sosirea in anul 1700 a unor evrei așkenazi sub conducerea rabinului Yehuda Hehassid. Imigrația (aliya) așkenazilor, care număra câteva sute de persoane, a fondat asa numitul „cartier al așkenazilor” și a ridicat Sinagoga Yehuda Hehassid. La puțină vreme după sosirea la Ierusalim, rabinul Yehuda Hehassid a murit în urma unei boli și aceasta a dus la destrămarea rapidă a comunității așkenaze, care s-a înglodat în datorii față de musulmanii care au zidit pentru ea casele și sinagoga. În anul 1721 creditorii arabi au dărâmat sinagoga, prefăcând-o în ruină - în ebraică Hurvá. De atunci resturile sinagogii s-au numit „Hurvat Rabi Yehuda Hehassid” sau Sinagoga Hurvá. Consecințele conflictului au fost critice, deoarece în urma neplatei datoriei, musulmanii au interzis evreilor așkenazi să mai locuiască în cetate. În cartierul evreiesc au rămas, drept urmare, numai celelalte obști evreiești, casele de rugăciune ale așkenazilor au fost închise și doar o mica minoritate dintre ei, îmbrăcându-se ca sefarzii, au izbutit să rămână în oraș.
Locuitorii cartierului evreiesc au fost vreme de câteva secole foarte săraci. Majoritatea se întrețineau din banii donațiilor numite „Haluká” trimise de evreii din Diaspora, care vedeau în ele o împlinire a poruncii religioase de așezare a Țării Sfinte. 
Comunitatea sefarda era mai bine situată. Ea se întreținea din munca proprie, precum și din donații de la comunitățile sefarde din lume. Majoritatea caselor din cartierul evreiesc aparțineau unor proprietari arabi, musulmani sau creștini, iar chiriașii evrei se straduiau să facă față cheltuielilor asociind  mai multe familii în aceiași casă. Imigranții sau pelerinii (Olim) evrei care au sosit și ei in cartier erau în mare parte bătrâni săraci (și mai ales femei bătrâne)  care își doriseră să moară la Ierusalim și să fie înmormântați apoi în Cimitirul de pe Muntele Măslinilor. Aceștia au devenit o povară pentru comunitatea locală, care cu greu se măsura cu dificultățile financiare.În aceste împrejurări cartierul era supraaglomerat, murdar și neglijat, iar casele lui de rugăciuni erau dărăpănate.

### Prima jumătate a secolului al XIX-lea
La începutul secolului al XIX-lea număra populația evreiască în cartier circa 2000 de suflete, adică un sfert din populația orașului. Străini care au vizitat orașul în acea vreme au descris conditiile precare și mizerabile din cartier, murdăria din ulițele sale.Abatorul orașului, care se afla în cartierul evreiesc, era el însuși un factor însemnat de poluare. Bazarul evreilor era mizer, în comparație cu cele ale musulmanilor și creștinilor. 
În 1837 un cutremur de pământ a distrus cartierul evreiesc din Safed (Tzfat),ceea ce i-a silit pe cei mai mulți din evreii din acel oraș să se mute la Ierusalim și să îngroașe numărul locuitorilor din cartierul evreiesc de aici.Aceasta s-a petrecut în timpul revoltei stăpânitorilor Egiptului, Muhammad Ali și fiul său, Ibrahim pașa, contra dominației otomane. Răsculații egipteni au cucerit Palestina și au încercat s-o anexeze la Egipt. Restabilirea puterii otomane în regiune în anul 1840 a dus la o primă cotitură politică importantă în situația evreilor, după ce amestecul Franței și al Marii Britanii în reprimarea revoltei egiptene a obligat regimul turc să-și amelioreze atitudinea față de supușii de pe cuprinsul imperiului. Sultanul a fost nevoit să instituie reforme constituționale, incluzând așa numitele capitulații, acorduri cu puteri europene asupra drepturilor cetățenilor acestora pe teritoriul Imperiului Otoman. Capitulațiile au contribuit la întărirea statutului evreilor supuși ai Imperiului Rus, ai Imperiului Austriac si ai Marii Britanii și au avut un efect benefic asupra întregii colectivități evreiesti - Ishuv - din Palestina.

### Mijlocul și a doua jumătate a secolului al XIX-lea. Creșterea demografică

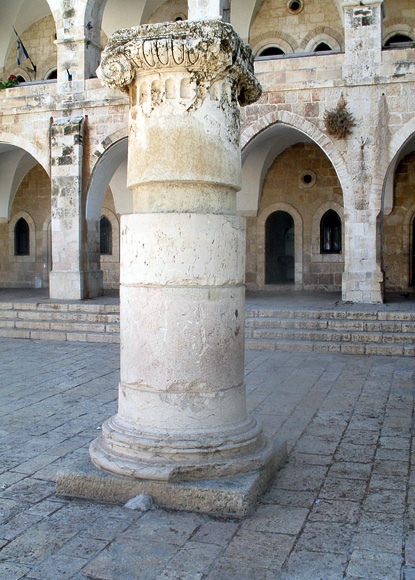
Un stâlp în fața caselor Batey Mahasse din Cartierul Evreiesc din Ierusalimul Vechi

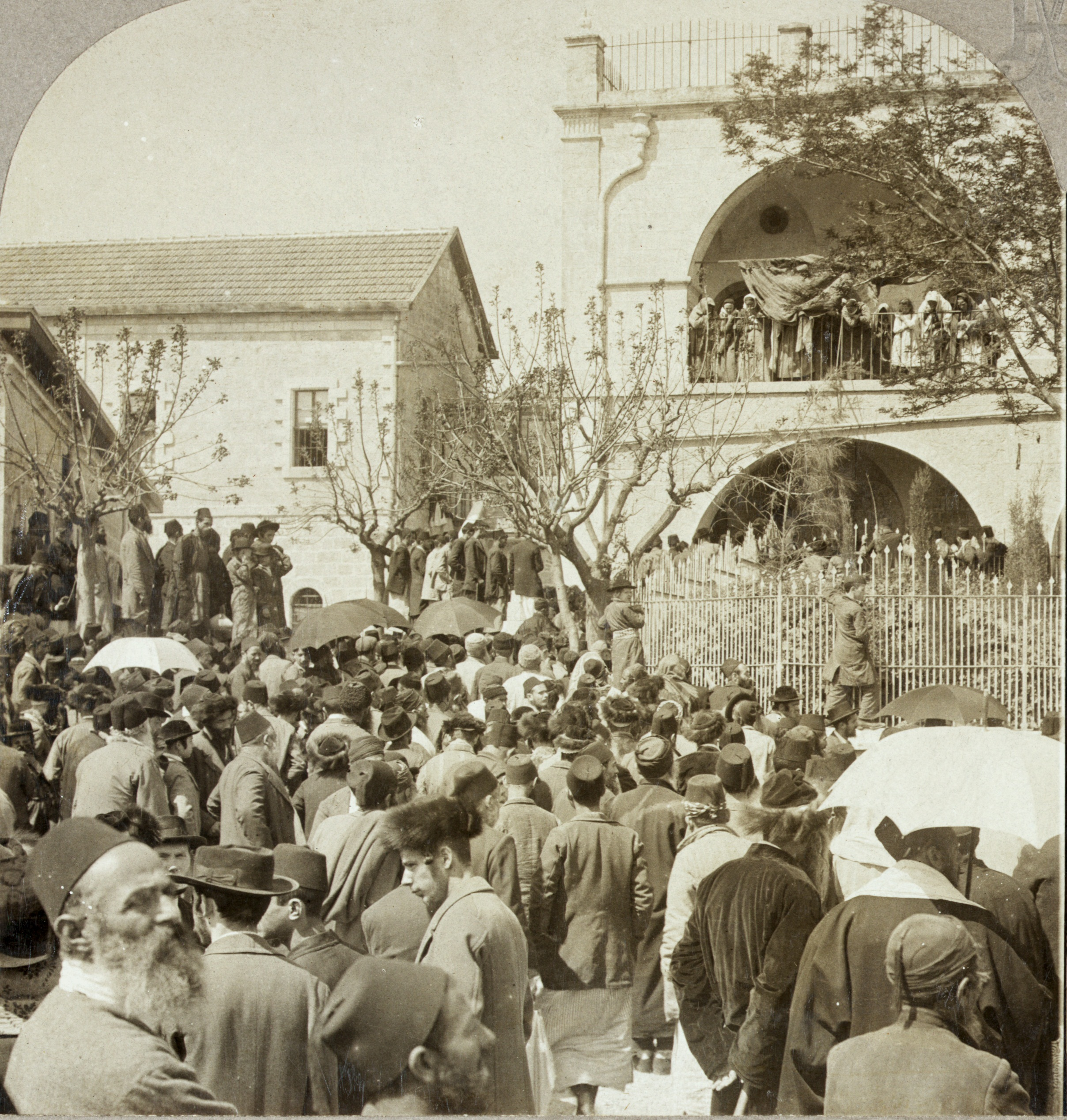
Funeraliile unui rabin în Cartierul evreiesc din Ierusalimul Vechi, 1903

În urma ameliorării atitudinii și legislației adoptate față de supușii evrei aflați sub protecția puterilor europene, au  putut și evreii așkenazi să revină la Ierusalim și să-și reglementeze datoriile față de creditorii musulmani din oraș. Au ajutat la aceasta un număr de filantropi, între care mai ales baronul Edmon James de Rothschild, care a plătit tot restul datoriei ce rămăsese neachitată. În acest fel la mijlocul secolului așkenazii au reușit să reclădească Sinagoga Hurvá, al carei nume oficial a devenit „Beit Yaakov,” după numele tatălui baronului Rothschild. După încă un număr de ani evrei așkenazi hasidimi, au înființat marea sinagogă „Tiferet Israel”, iar comunitatea așkenază a devenit treptat mare si dominantă, ca și în restul Palestinei.  După veacuri de represiune etnică și religioasă, s-au înălțat astfel in cartierul evreiesc al cetății Ierusalimului două mari sinagogi, ale căror cupole puteau fi remarcate de la distanță.
Creșterea demografică a cartierului dus la o mare aglomerare și i-a silit pe evrei să se stabilească și în alte cartiere, mai ales în cartierul musulman, unde au luat ființă sinagogi și ieșive și unde s-a aflat de acum și sediul gazetei evreiești „Havatzelet”.
Donațiile Haluka erau acum împărțite la un numar mai mare de persoane, au crescut chiriile și din când în când cartierul a fost lovit de epidemii. Acești factori au contribuit la starea economică precară a populației din cartier. 
Instituția religioasă „Kolel Holand veDoitshland” (HoD) a sărit în ajutorul locuitorilor săraci și în anul 1857 a clădit în sudul cartierului așa numitele Batey Mahasse, „case de adăpost”. Acestea erau ultimul spațiu locativ construit în cartier, după el nerămănând nici un teren fără case.
În acea vreme cartierul a fost populat de peste 10000 evrei, jumătate sefarzi și jumătate așkenazi. După estimări, la sfârșitul secolului al XIX-lea locuiau în Orașul Vechi circa 20000 evrei.

#### Abatorul orașului
Abatorul Ierusalimului se afla în partea de vest a Cartierului evreiesc, lângă sinagogile sefarde. El răspândea în jur o duhoare greu de suportat. Și un călător străin a remarcat în anul 1806 că acesta „răspândește mirosuri rele în cartier" și că evreii erau de părere că musulmanii au înființat abatorul dinadins în acel loc ca sa le facă viața amară. Un izvor din anul 1854 (Stuart, citat de Yehoshua Ben Arie p. 249-250) menționează că un abator ființa acolo încă din vremea cruciaților, și că el fusese lăsat pe loc pentru a dăuna locuitorilor evrei. Acelaș lucru se spunea și despre o mare tăbăcărie localizată în cartierul creștin, dupa cât se pare tot pentru a deranja pe locuitorii creștini din vecinătate.  Stuart, autorul acestor remarci, crede că acest fenomen indica "ura acerbă a musulmanilor față de nemusulmani". Un alt martor, Schulz, în scrierea „Țara Sfântă” (citat de Yehoshua Ben Arie p. 362) scrie că „spre abator ducea o trecere îngustă către o curte deschisă, pătrată și înconjurată de ziduri și magazii. Vitele legate de niște stâlpi erau tăiate pe loc, bucăți de carne erau aruncate pe jos, sângele curgea din toate direcțiile și gunoiul acumulat nu era evacuat.”   
”

### Ieșirea înafara zidurilor

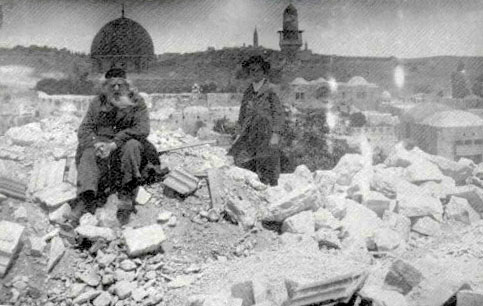
Locuitori din Cartierul evreiesc al Ierusalimului vechi, pe ruinele caselor lor după cutremurul de pământ din 1929

Filantropul evreu britanic de origine sefardă Sir Moses Montefiore a fost impresionat de suferința provocată de supra-aglomerarea și bolile din Cartierul evreiesc și a hotărat înființarea pentru evrei a unui spital în afara zidurilor cetății.În acest scop el a cumpărat un teren de pământ la circa jumătate de kilometru de Poarta Jaffa pe o coastă de deal vizavi de Muntele Sion. După ce a achiziționat pământul Montefiore s-a răzgândit și a decis să transforme locul într-un cartier de locuințe.În 1860 el a înființat, drept urmare, cartierul Mishkenot Shaananim, cel dintâi cartier evreiesc dinafara zidurilor Ierusalimului.  Evreii din Cartierul evreiesc din cetate nu s-au grăbit să-și părăsească cartierul și procesul de ieșire din acest perimetru a durat decenii. După recensământul din anul 1880, în acel an locuiau în Orașul vechi circa 15000 evrei, iar 2000 locuiau în afara zidurilor, în orașul cel nou. În cursul anilor tendința s-a schimbat, și până la Primul Război Mondial tot mai mulți evrei au abandonat cartierul cel vechi, pentru a trece în zona nouă.

Repartizarea demografică a evreilor din Orașul vechi între sfârșitul secolului al-XIX și până la Războiul arabo-evreiesc din 1948-1949 (în mii):
după Rami Izreel, pe situl Centrului israelian de tehnologie pedagogică Matah
| Anul                                                                   | 1880     | 1914     | 1922      | 1931      | 1939     | 1948   |
| evrei în Orașul Vechi (în mii) (procentul dintre evreii din Ierusalim) | 15 (88%) | 15 (33%) | 5.6 (16%) | 5.2 (10%) | 2 (2.5%) | 2 (2%) |
| evrei în Orașul Nou                                                    | 2        | 30       | 28.4      | 48.5      | 78       | 98     |
| totalul evreilor din Ierusalim                                         | 17       | 45       | 34        | 53.7      | 80       | 100    |

### Începutul secolului al XX-lea

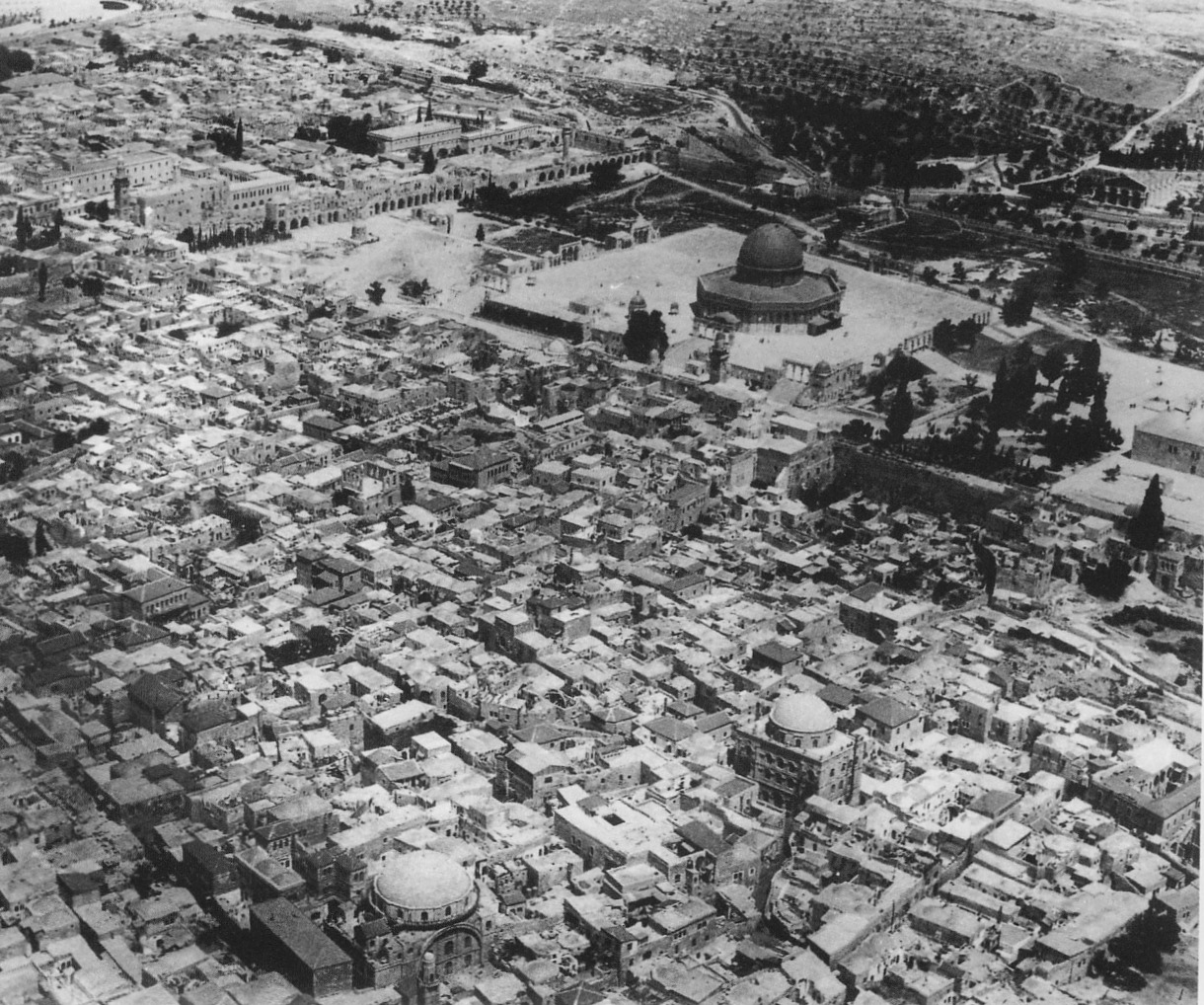
Vedere aeriană a Orașul Vechi al Ierusalimului în jurul anului 1900;în partea de jos se vede Cartierul evreiesc cu cupolele Sinagogilor Hurva și Tiferet Israel, care au fost dărâmate de iordanieni în 1948, în centru Cartierul Moghrabilor, darâmat de israelieni în iunie 1967, iar mai sus Zidul de apus și Sanctuarul musulman Cupola Stâncii

La începutul secolului al XX-lea trăiau in Orașul Vechi 20000 evrei, din care o treime în Cartierul musulman. Densitatea ridicată. sărăcia și fanatismul religios au împins numeroși locuitori sa părăsească Cartierul evreiesc și să se mute treptat înafara zidurilor. Până la urmă în cartier au rămas cei mai săraci și mai bigoți, din rândurile evreilor haredim. Locuințele lor erau foarte mizere, luminate cu lumânări izolate sau cu tăciuni aprinși, aerul în odăi fiind îmbăcsit cu fum de smirnă.(după descrierea lui Ari Ben Zahav)
În culegerea sa de povestiri „Yalkut Sipurim”, scriitorul Yehuda Burla a descris  viața în așa numită Curte a sefarzilor (Hatzar Hasfaradim sau Hahakura) din Cartierul evreiesc într-o lumină mai optimistă.Cu toată înghesuiala și îngustimea locului și cu tot necazul și sărăcia, locatarii acestor case nu se simțeau de fel rău. Nimenea nu se plăngea că locul îi e strâmt, și nimănuia nu i-a trecut prin minte vreodată să rupă legământul cu viața din pricina lipsei de spațiu și de aer. Dimpotrivă, - pe ulițele, pe sub bolțile și prin cotloanele acestor curți s-au născut copii, au crescut fetișcane, s-au încropit iubiri, s-au ținut nunți, s-au petrecut evenimente,  certuri, furtuni, dar și molime, nenorociri și înmormântări.
În Primul război mondial a suferit întreg Ierusalimul, dar locuitorii Cartierului evreiesc, care erau cei mai săraci dintre toți, au ajuns la sapă de lemn.
Scriitorul Itzhak Rab, și el locuitor al Ierusalimului, a descris așa cartierul în acele zile: „Nu era un singur ungher în oraș, unde să nu vezi copii îmbrăcați în zdrențe tărându-se ca niște schelete, întinzând mîinile și cerșind cu ochii o bucată de pâine. Și nu trecea o zi și nici un ceas fără  înmormântarea unui mort, și purtătorii sicrielor alergau cu repeziciune, trecând ulița în goană.”

### Epoca mandatului britanic
În vremea mandatului britanic situația securitară în cartier se înrăutăți cu timpul, odată cu izbucnirea răzmerițelor arabe din anii 1920. Oamenii batalioanelor ebraice și apoi ai organizației de apărare Hagana au ajuns și în Cartierul evreiesc și îi apărau pe locuitori. Atacurile arabe i-au silit pe mulți dintre locuitorii cartierului să fugă din Orașul Vechi, iar cei rămași s-au concentrat mai cu seamă în zona sinagogilor din inima cartierului.În zilele Marii revolte arabe din anii 1936-1939  autoritățile britanice au apărat Cartierul înconjurându-l cu un gard de sârmă ghimpată, dar cu toate acestea  a fost atacat în rânduri repetate cu focuri de armă și bombe. Accesul evreilor la Zidul de apus prin Cartierul moghrabilor musulmani era aproape imposibil.
Cu vremea Cartierul evreiesc s-a golit de o bună parte din locuitori, inclusiv elevii de la ieșive.În anul 1939 intrarea a fost protejată cu o poartă de fier, dar izolarea cartierului l-a transformat într-un fel de ghetou.

### Războiul din 1948-1949

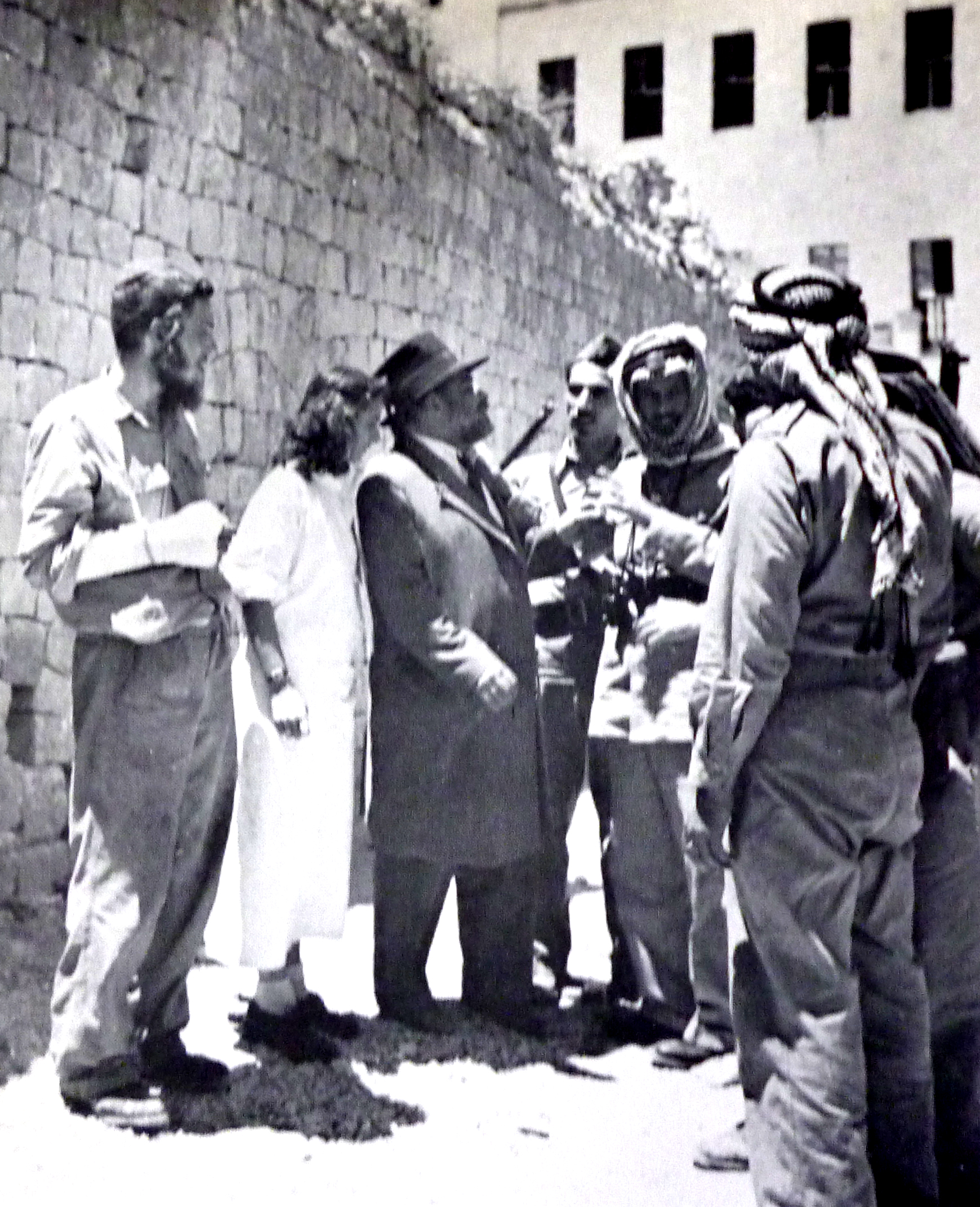
Mordehai Weingarten și fiica sa Yehudit la 28 mai 1948 negociind capitularea cartierului cu militarii din Legiunea transiordaniană

În ziua în care britanicii au părăsit Palestina la 13 mai 1948 au rămas în Cartierul evreiesc 1700 locuitori. Ei erau apărați de 150 luptători, membri în organizațiile paramilitare Hagana și Etzel. La 14 mai pe o bună parte din teritoriul Palestinei, conform deciziei ONU evreii au proclamat Statul  Israel. După rezoluția Adunarii Generale a ONU care fusese respinsă de arabi, Ierusalimul ar fi urmat să fie „internaționalizat”. Odată cu plecarea britanicilor luptătorii evrei din cartier au ocupat pozițiile britanice din zonă în cadrul a ceea ce s-a numit Operația „Shefifon”. La 16 mai arabii au început să asalteze cartierul, și în două zile au reușit să ocupe o treime din suprafața lui. În noaptea 17-18 mai Brigada israeliană Etzioni, vrând să-i ajute pe cei asediați, a încercat să pătrundă în cartier din direcția Turnului lui David dar a eșuat. În noaptea următoare dintre 18-19 mai un pluton de evrei din Palmah sub comanda lui David Elazar a izbutit să străpungă Poarta Sion iar după ea a pătruns o unitate de întărire comandată de Mordehai Gazit (care pentru scurtă vreme a fost comandantul cartierului, până ce a fost grav rănit în lupte) cu 80 militari israelieni din Brigada Etzioni, 
În ciuda cererii lui David Shaltiel, comandantul Hagana din Ierusalim, luptătorii din Palmah au părăsit poarta Sion. În acea dimineață, Regatul Transiordaniei s-a alăturat ostilităților de la Ierusalim, și ostașii săi, din așa numita Legiune Arabă Transiordaniană au ocupat Poarta Sion și au strâns și mai mult blocada Cartierului evreiesc.
Sinagoga Tiferet Israel, a cărei cupolă înaltă slujea ca poziție a apărătorilor cartierului, a fost ocupată de iordanieni de la începutul luptelor și aruncată în aer. În zilele următoare Legiunea Transiordaniană  sub comanda lui Abdallah Al-Tal a ocupat părți considerabile din cartier și i-a blocat pe locuitori în zona celor patru sinagogi sefarde.La 27 mai1948 după zile grele de lupte, arabii au ocupat Sinagoga Hurva și au aruncat-o și pe aceasta în aer.
Pe toată perioada ostilităților forțe israeliene au încercat în zadar să pătrundă în cartier și să-i ajute pe împresurați. În cursul luptelor au fost uciși 69 luptători și civili evrei. Morții au fost îngropați în morminte provizorii într-o curte mică din cartier, în speranța ca vor fi transferați după aceea într-un cimitir, atunci când aceasta va fi posibil.
La 28 mai mai rămăseseră în cartier mai puțin de 50 de combatanți evrei apți pentru luptă. Sub presiunea populației civile istovite și din grija pentru viața ei, comandantul cartierului, Moshe Rusnak, a semnat după amiază actul de capitulare. Locuitorii s-au adunat în piața Batey Hamahasse, înainte de a părăsi cartierul. Bărbatii au fost luați prizonieri de către iordanieni. În total 341 luptători și locuitori evrei din cartierul evreiesc au căzut prizonieri în mâinile iordanienilor. Restul locuitorilor au fost izgoniți spre vest în afara zidurilor, și toate proprietățile din cartierul evreiesc au fost expropriate de Regatul Transiordaniei. Iordanienii au interzis evreilor să-și scoată afară morții și aceștia au rămas în mormintele provizorii până în anul 1967. Refugiații din Cartierul evreiesc au fost plasați în cartierul Katamon din Ierusalim, care cu numai o lună în urmă a fost cucerit de luptători din Palmah și Haganá. Prizonierii cartierului au fost puși în libertate de către Iordania la 9 luni după încheierea armistițiului definitiv.

### Perioada iordaniană

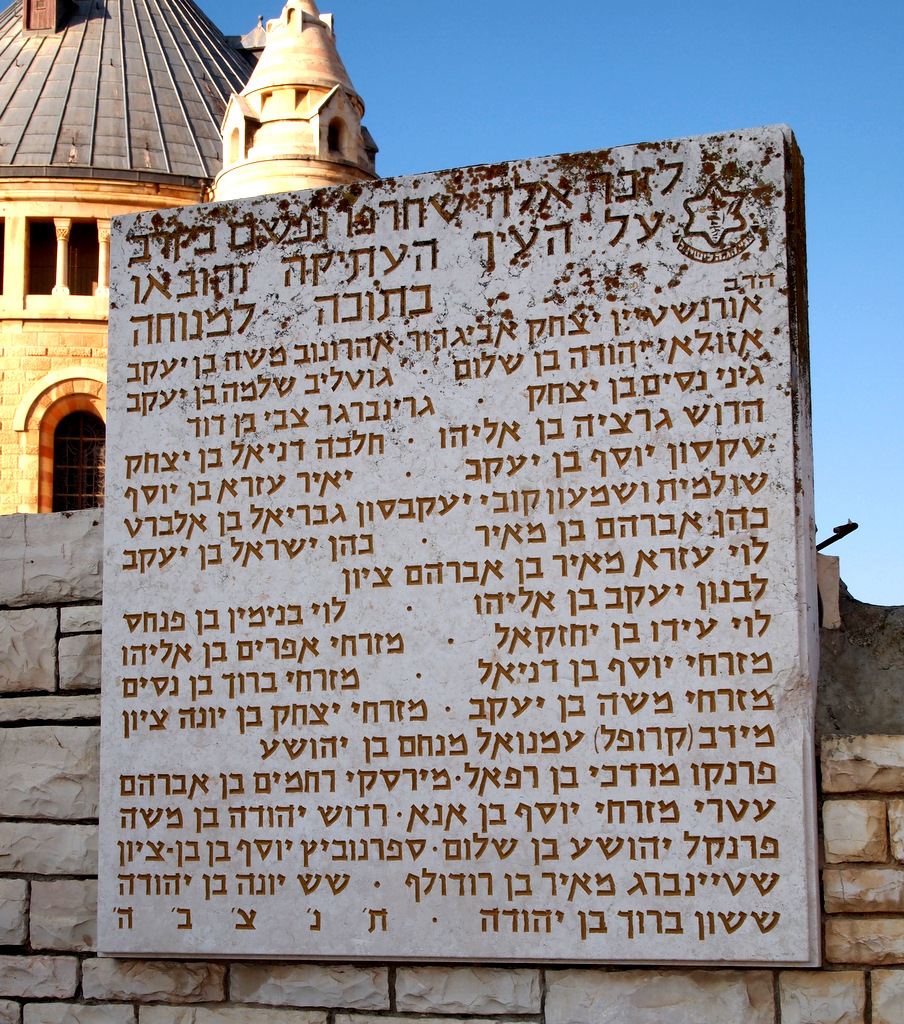
Placa memorială în amintirea celor căzuți în anul 1948 în luptele pentru apărarea Cartierului evreiesc

După cucerirea Cartierului evreiesc, iordanienii au dărâmat sistematic clădirile ce aparținuseră evreilor. Marile sinagogi au fost aruncate în aer,  iar altele au fost transformate în grajduri pentru animale. Majoritatea caselor erau practic distruse încă în urma luptelor, iar în cele rămase au fost plasați refugiați arabi din vestul Ierusalimului,ca de pildă locuitorii satului arab Lifta de la intrarea dinspre apus in Ierusalim. 
În vremea stăpânirii iordaniene cartierul a fost delăsat, nefacandu-se în perimetrul lui nicio acțiune de renovare sau construcție. Până la Războiul de Șase Zile din iunie 1967 majoritatea caselor, abandonate, s-au prăbușit și distrus.

### Sub autoritatea Israelului
În Războiul de Șase Zile Israelul, respingând atacurile Iordaniei, a reușit să preia controlul asupra întregului Ierusalim și a Cisiordaniei. La scurt timp după aceea, guvernul israelian a hotărât să reclădească și să renoveze Cartierul evreiesc și să-l repopuleze cu repeziciune. Între altele s-a decis crearea în cartier a câtorva locuințe destinate miniștrilor. În cele din urmă singurul politician israelian care s-a mutat în cartier a fost ministrul învățământului, Igal Allon. După moartea lui în 1980, locuința a trecut in folosința unui tribunal religios evreiesc și apoi a fost vândută unei ieșive numite „Esh Tora”.
În aprilie 1968 Israelul a expropriat aria Cartierului evreiesc, inclusiv esplanada Zidului de apus și clădirile vecine ei.În iulie 1968 guvernul israelian a hotărât să întemeieze o Societate pentru renovarea și dezvoltarea Cartierului evreiesc ca societate guvernamentală controlată de stat. Această societate a luat ființă în ianuarie 1969, fixându-si drept obiectiv renovarea și dezvoltarea Cartierului ca un loc de însemnătate națională, religioasă, istorică și culturală. Renovarea a durat până în anii 1980, dar societatea de renovare și dezvoltare continuă să fie activă.
Până la Războiul de Șase Zile Cartierul evreiesc era despărțit de ulicioara Zidului de apus prin Cartierul arab al Moghrabilor de la poalele Zidului de apus.
În urma războiului Cartierul Moghrabilor a fost evacuat, iar casele sale mizere au fost dărâmate pentru a crea esplanada din fața Zidului de apus.În acest fel s-a creat o continuitate între Zidul de apus, principalul loc sfânt al iudaismului contemporan și Cartierul evreiesc, și zidul a devenit parte integrală din cartier. Familiile arabe care au locuit în cartierul evreiesc au fost evacuate în schimbul unei despăgubiri financiare.
O parte din ele s-au mutat în cartierul Abu Dis, o singură familie  fiind evacuată din casa ei dărăpănată, abia în anul 1980, în schimbul unei despăgubiri substanțiale. Unul din cei evacuați la începutul anilor 1970 a făcut apel la Tribunal cerând să-și arendeze casa din cartierul renovat, dar judecătorul Haim Cohen a respins cererea:  „Este firesc faptul ca renovarea are drept menire revenirea colectivității evreiești din Orașul Vechi la vechea sa cinste, pentru ca evreii să aibă parte din nou de un cartier deosebit, al lor, alături de cartierele musulman, creștin și armean. Nu este în specificatatea  acestor cartiere nici o discriminare inacceptabilă,fiecare obște având cartierul ei.
”
În mod ironic, distrugerea Cartierului evreiesc a permis în cele din urmă și renovarea lui optimală:în primii ani de după război s-au efectuat prospecțiuni și excavații arheologice în scopul salvării unor vestigii, ceea ce nu s-ar fi putut, dacă cartierul ar fi fost populat și în picioare. Cartierul a fost planificat de aceasta, ca o zonă de locuințe, de o parte, și ca un obiectiv turistic și arheologic, pe de altă parte. Numai o mică parte din materialul arheologic descoperit  se află expus publicului larg pe socoteala spațiului locativ (ex. Cardo și zidul de lărgire). Deasupra celorlalte situri arheologice s-au construit case, ca de pildă „Cartierul herodian” aflat în pivnița ieșivei Zidului sau Cardo-ul bizantin,
La inceputul anilor 1970, paralel cu activitatea arheologică, a început procesul de renovare și construcție a cartierului, călăuzit de străduința de a păstra pe cât se poate traseul vechi al ulițelor.  Sinagogile au fost refăcute și curățate de gunoiul și balega acumulată în cursul anilor. După lungi dezbateri, marile sinagogi Hurva și Tiferet Israel au fost lăsate în starea de ruine, pentru a păstra amintirea zilelor distrugerii cartierului. Sinagoga Hurva a fost, în cele din urmă, reconstituită și rezidită în anul 2010.
Începând din anii 1980 Cartierul evreiesc a devenit un cartier de locuințe, mult căutate de publicul religios și cel ultrareligios. În cadrul publicului național-religios se evidențiază în cartier prezența elevilor și absolvenților ieșivei cu pregătire militară „Hakotel”. Între locuitorii harediți se evidențiază membrii familiei Zilberman, familia rabinului Itzhak Shlomo Zilberman și elevii acestuia. Aceștia sunt continuatori ai tradiției rabinului gaon Eliyahu din Vilna și au fondat în cartier instituții de învățământ religios foarte apreciate care predau după metoda Zilberman și cooptează învățăcei de pe tot cuprinsul Ierusalimului și chiar din afara lui. Treptat Cartierul evreiesc a căpătat un caracter ultrareligios.
Viața cotidiană în cartier are problemele ei: ulițele și spațiul în general sunt strâmte, mașinile particulare nu au acces până la case, și trebuie parcate în puținele parcări de la marginea cartierului.În toate ceasurile zilei cartierul este frecventat de un număr mare de turiști care deranjează liniștea locatarilor. În ciuda acestor dezavantaje, marea apropiere de Zidul de apus și atmosfera comunitară și religioasă, precum si stilul vechi al caselor decorate cu cupole și arcuri, au făcut din Cartier o atracție imobiliară și unul din cele mai scumpe cartiere din capitala Israelului.

## Obiective istorice și arheologice
Cartierul evreiesc a fost excavat cu minuțiozitate în cursul anilor 1970 și 1980, iar descoperirile făcute au indicat o intensă activitate în zonă pe parcursul epocilor. Cele mai vechi lucrări și obiecte găsite sunt Zidul de lărgire, Turnul israelit, și vase pentru alimente și figurine care se păstrează la Muzeul Cartierului herodian. Potrivit rezultatelor cercetărilor, la finele zilelor Primului Templu, în urmă cu 2500 ani, zona aceasta se afla în interiorul unui oraș fortificat, și locuitorii, inclusiv evreii, practicau pe atunci culte politeiste. În perioada celui de-al Doilea Templu locul se numea Orașul de sus al Ierusalimului. Locuitorii săi erau  preoți (cohanim) înstăriți, cu înaltă poziție în societate. Majoritatea vestigiilor găsite datând din aceasta epocă se află la Muzeului Cartierului Herodian, el incluzând clădiri impozante cu  pardoseli de mozaic , băi rituale - mikvaot, ruinele unor coloane fastuoase, fresci. Se poate vizita  una din casele cartierului de  preoți, așa numita „Casa arsă”, care oglindește distrugerea orașului în anul 70.
Din epoca romană s-au găsit numeroase țigle și cărămizi purtând insignele Legiunii a X-a Fretensis. 
În epoca bizantină aria aceasta a cunoscut o efervescentă viață religioasă și publică, căreia îi stă mărturie gigantica biserică Neam ale cărei ruine se găsesc dedesubtul pieții Batey Mahasse, precum și Cardo-ul bizantin, care a era destinat să faciliteze trecerea directă între bisericile din nordul cetății către Biserica Nea din sud. Din epoca islamică veche nu au rămas aici vestigii deosebite, în schimb în epoca cruciaților cavalerii teutoni au construit aici două biserici, iar armenii au ctitorit o mânăstire.
- Zidul cel lat este  un sector din fortificațiile cetății Ierusalimului, datat din vremea regelui Hizkiahu, care stă mărturie asupra limitei de nord a Ierusalimului în zilele Primului Templu. Lățimea lui deosebită -șapte metri- i-a conferit numele, încă în gura lui Neemia, în urmă cu 2500 ani, căci, după cât se înțelege, el i-a văzut ruinele la întoarcerea sa din Babilon.(Neemia 3,8). Însemnătatea zidului stă în faptul ca el reprezintă dovada clară decisivă că Ierusalimul s-a extins spre colina de apus încă din vremea Primului Templu
- Turnul israelit (la capătul străzii Plugat Hakotel) este  și el o fortificație din epoca Primului Templu, care, după cum se vede, era legat de Zidul cel lat, aflat în preajma lui. Turnul este construit din piatră brută și, probabil, era o parte dintr-o poartă. El a ars în vremea distrugerii Ierusalimului de către Nabucodonosor al II în anul 586 î.Hr. La baza lui se mai văd cenușă și săgeți care evocă luptele din vechime.
- Grădina arheologică Ierusalim în imediata apropiere, în sudul Esplanadei Zidului de vest, este un precinct de 2 hectare, care prezintă vestigii arheologice din Ierusalim la locul unde au fost găsite.Majoritatea sunt din vremea celui de-Al Doilea Templu. Ele includ o stradă pietruită atașată de Zidul de apus, ruine din Arcul Robinson, băi rituale (Mikvaot) și inscripții. În afară de aceasta  Grădina arheologică mai cuprinde un cartier din epoca bizantină, niște palate din epoca islamică  timpurie etc.
- Tunelurile Zidului (Minharot Hakotel) - un spațiu subteran, pe lângă continuarea Zidului de vest pe un traseu de 400 metri, până la colțul nord-vestic al Muntelui Templului. Se pot vedea tunelurile, canale de apă, structuri și gropi care au fost acoperite cu trecerea anilor.și deasupra cărora s-a construit Cartierul musulman.
- Casa arsă (הבית השרוף) - casă de locuit de la finele epocii celui de-al Doilea Templu, care s-a încheiat în anul 70 cu distrugerea Ierusalimului  și a templului.  Casa este bogată în băi rituale, cisterne de apă, și recipiente de piatră pentru apă, care dovedesc faptul că locatarii casei respectau regulile purității așa cum se cuvinea preoților - kohanim. Un vestigiu însemnat îl reprezintă urmele brațului unei femei, probabil moartă într-un incendiu, și care ținea o suliță.
- Suburbia herodiană - Strada Hakaraím 1 - ruinele unui cartier periferic iudeu antic, în care au locuit preoții în vremea domniei regelui Irod. Se pot vedea pavimente cu mozaicuri, băi rituale, unelte si alte obiecte din vremea Primului si mai ales celui de-al Doilea Templu. Exponatele sunt o mărturie a bogăției preoților din zilele celui de-al Doilea Templu, care adeveresc detalii din literatura talmudică despre corupția și ruperea de popor a păturii preoților, care avea să contribuie, potrivit tradiției, la catastrofa din secolul I d.Hr.
- Casa Siebenberg - pe Simtat Beit Hashoeva 5 - un loc arheologic multistratificat, aflat în pivnița unei case particulare. Locul a fost excavat de către Theo Siebenberg  în propria sa casă. În afara pereților și a cisternelor descoperite, se poate vedea o colectie de obiecte din vremea Primului si celui de al Doilea Templu și din epoca bizantină.
- Biserica Nea -dedesubtul pieții Batei Mahasse - ruinele unei gigantice biserici bizantine - având lungimea de 116 metri și lățimea de 52 metri, construită de împăratul Iustinian I în secolul al V-lea d.Hr. Biserica era închinată Sfintei Maria, numele ei întreg fiind „Biserica cea Nouă pe numele Mariei, maica Domnului Iisus.” (Nea= Nouă). Ruinele bisericii sunt îngropate sub piața Batey Mahasse, si se pot vedea părți din ea, ieșind de sub Zidul Orașului Vechi, în pivnița școlii vecine și în Grădina Hatekumá.

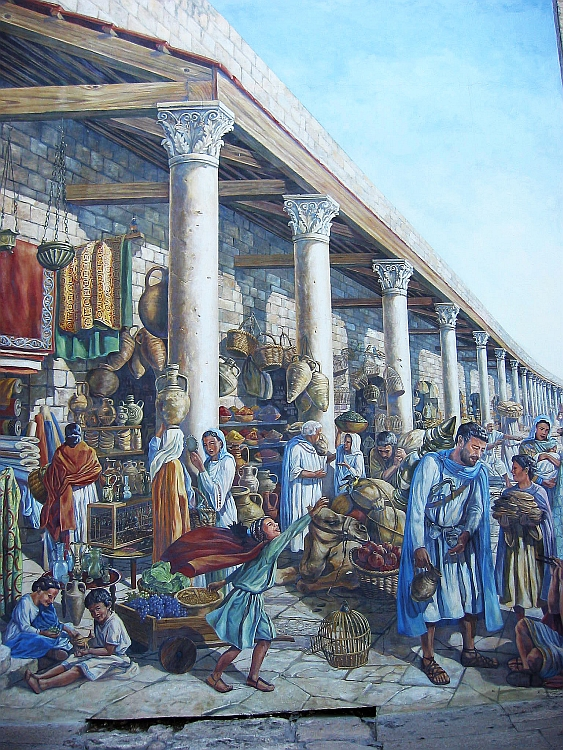
Frescă modernă înfățișând o reconstituire imaginară a Cardo-ului din Ierusalim - Cardo minimus- în epoca romană

- Cardo din Ierusalim - paralela cu străzile Hayehudim și Habad -  strada pietruită foarte largă (de 22 metri)  care a servit drept piață comercială în epoca romană și bizantină. Partea din Cardo aflată în Cartierul Evreiesc este o prelungire bizantină spre sudul orașului, care era destinată să lege Bicerica Nea cu Biserica Sfântului Mormânt. Din cauza însemnătății vestigiilor găsite, stâlpii sparți ai cardo-ului au fost reconstruiți și strada este dezvelită în inima Cartierului datorită excavațiilor conduse de prof.Nahum Avigad. În anul 1971 proiectul arhitecților Peter Bogod și Esther Niv Krendel de sistematizare a zonei Cardo - dintre strada Hayehudim și Strada Habad și dintre Strada David și Sinagoga Tzemah Tzedek, a primit premiul I la concursul inițiat. Inițial fusese planificată aici construirea unor hoteluri, dar ulterior ministerul locuințelor a decis transformarea ariei într-una de locuințe  deasupra străzii comerciale.
- Biserica Maria a Germanilor (strada Misgav ladakh, colț cu Tiferet Israel)  este un mare complex, bine conservat, cuprinzând o biserică,o mânăstire și un han, care a fost zidit la Ierusalim în epoca cruciaților, de către cavalerii teutoni.Biserica era una din cele două biserici germane din aria actualului Cartier evreiesc, dar a doua biserică nu s-a păstrat.
- Piața Batey Mahasse - Strada Hagal'ad , colț cu Strada Maamadot Israel - o esplanadă renovată, care păstrează locul ultimului spațiu de locuințe construit in Cartierul evreiesc în secolul al XIX-lea. Din casele originale s-au păstrat un bloc de locuințe cu cupole, care deservește in zilele noastre o școală locală, precum si Casa Rothschild, construită în curtea caselor, și care servește drept Talmud Tora (școală primară religioasă tradițională) pentru băieți. În piață se pot vedea stâlpi ridicați din Biserica Nea, care se află îngropată sub curte.
- Gal'ad (strada Gal'ad)- loc de comemorare a evreilor din cartier căzuți în timpul luptelor din 1948. Iordanienii care au cucerit cartierul nu au permis evreilor să-și evacueze morții, și aceștia au rămas îngropați aici vreme de 19 ani, până la Războiul de Șase Zile. După acest război rămășițele pământești au fost transferate într-un mormânt comun pe Muntele Măslinilor.

## Lăcașuri de cult

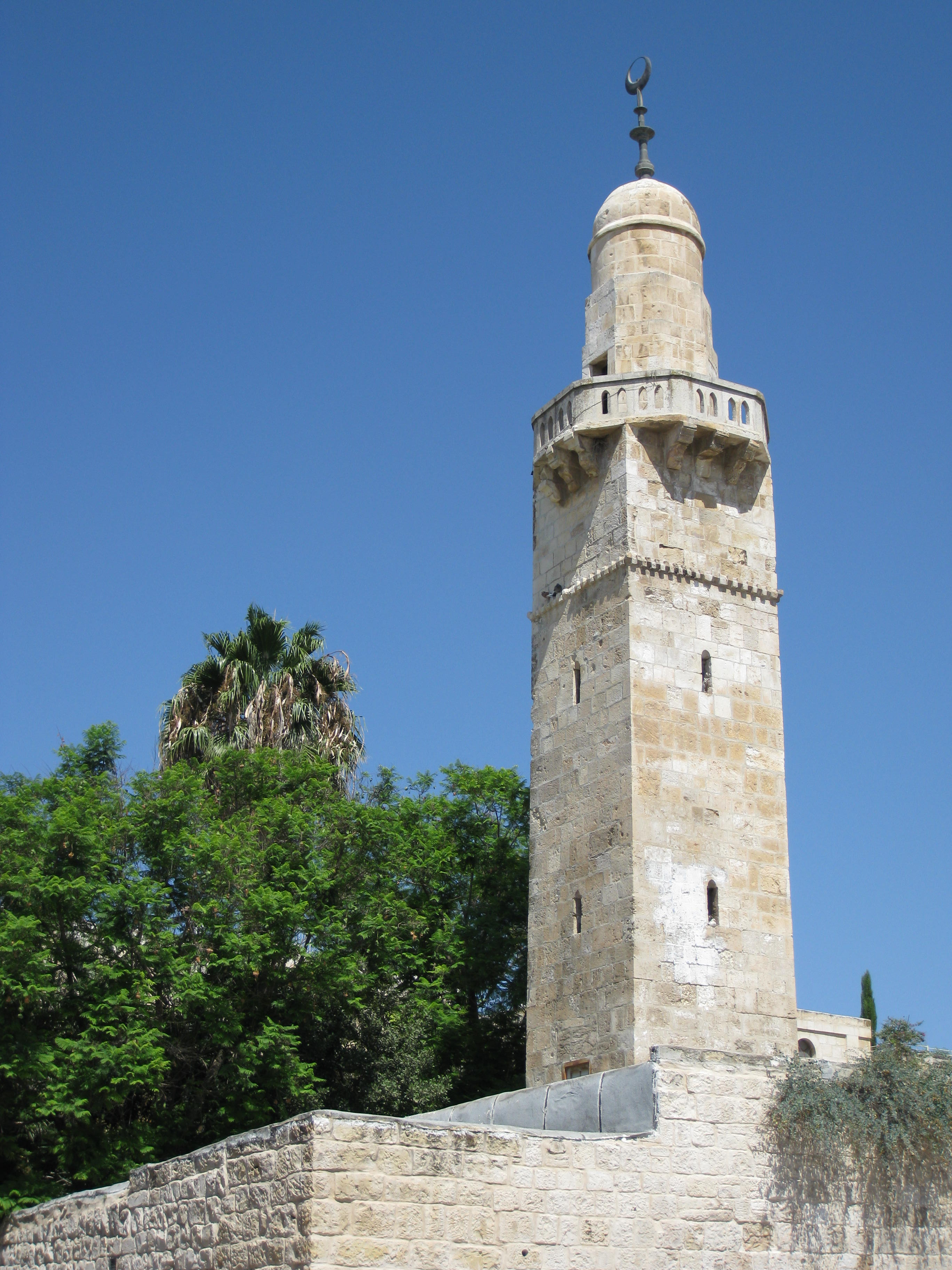
Moscheea Sidna Omar

- Muntele Templului - considerat locul cel mai sacru al religiei iudaice din antichitate, este prevăzut cu o esplanadă pe care se află aria Haram ash-Sharif, unul din cele mai însemnate locuri sfinte ale cultului musulman (al treilea ca importanță după cele din Mecca și Medina) cu Moscheea Al Aqsa și sanctuarul Cupola Stâncii. Iudaismul ortodox oficial mainstream în zilele noastre nu permite accesul credicioșilor evrei pe Muntele Templului din motive de cult și politice.
- Zidul de vest, cunoscut la popoarele străine ca Zidul plângerii, este cel mai însemnat loc sfânt al iudaismului după Muntele Templului, fiind dintre toate zidurile perimetrului Templului din Ierusalim, presupus ca cel mai apropiat de Sfânta Sfintelor, locul principal de cult din Templul antic, care a fost distrus de romani în anul 70 d.Hr.. Esplanada din fața lui, realizată de Israel în urma distrugerii în 1967 a Cartierului Mograbilor, care se întindea până la câțiva metri de Zid, permite vederea a numai 60 metri din lungimea totală de 500 de metri a Zidului de vest. Continuarea zidului poate fi văzută în Tunelurile zidului (vezi mai sus)
- Sinagoga Ramban (pe Strada Hayehudim) este cea mai veche sinagogă din Cartierul evreiesc, a fost clădită la jumatatea secolului al XV-lea, și serveste ca loc de cult și de studii talmudice (Beit Midrash) pentru ritul așkenaz. Ea a fost prima sinagogă din Cartierul evreiesc care a fost renovată, în 1967, după Războiul de Șase Zile. Renovarea a coincis cu implinirea a 700 de ani de la vizita lui Ramban - Rabi Moshe Ben Nahman la Ierusalim în anul 1267.
- Moscheea Sidna Omar (strada Hayehudim colț cu strada Beit El) este singurul loc de cult musulman aflat în incinta Cartierului evreiesc, nu este activă. A fost construită în secolul al XV-lea, probabil ca reacție la construirea sinagogii Ramban din apropiere. Moscheea are un minaret mameluc care se înalță la nivelul a două etaje